# Yassan Ouatching
Yassan Ouatching (* 28. November 1998 in Douala) ist ein kamerunisch-zentralafrikanischer Fußballspieler.

## Karriere
Yassan Ouatching erlernte das Fußballspielen in der Jugendmannschaft von UMS de Loum in Kamerun. Von Mitte 2017 bis Februar 2019 stand er bei der Yong Sports Academy in Bamenda unter Vertrag. Der Verein spielte in der höchsten Liga des Landes, der MTN Elite One. Im März 2019 ging er nach Myanmar. Hier unterschrieb er einen Vertrag bei Zwekapin United. Mit dem Verein aus Hpa-an spielte er in der ersten Liga des Landes, der Myanmar National League. Nach der Hinrunde 2020 wurde der Verein aufgelöst. Für den Klub bestritt er 13 Erstligaspiele und schoss dabei sechs Tore.